# Cryptophagus distinguendus
Cryptophagus distinguendus är en skalbaggsart som beskrevs av Sturm 1845. Cryptophagus distinguendus ingår i släktet Cryptophagus, och familjen fuktbaggar. Arten är reproducerande i Sverige.